# Донской гражданский совет
Донской гражданский совет (декабрь 1917 года — февраль 1918 года) — объединённый орган руководства антибольшевистскими силами, был создан 18 (31) декабря 1917 года в Новочеркасске (Область Войска Донского) для руководства Белым движением на всей территории бывшей Российской империи и претендовал на роль всероссийского правительства. Установил контакт со странами Антанты, которые направили в Новочеркасск своих представителей.
Во главе Донского гражданского совета стоял триумвират: генерал М. В. Алексеев, верховный руководитель Добровольческой армии (финансы, вопросы общегосударственной внутренней и внешней политики), генерал Л. Г. Корнилов, главнокомандующий Добровольческой армии (организация и командование Добровольческой армии), и атаман Войска Донского А. М. Каледин (управление Донской областью и командование донским казачеством).
В состав Донского гражданского совета входили:
- от Добровольческой армии — генерал-лейтенанты А. С. Лукомский и И. П. Романовский (также генерал-лейтенант А. И. Деникин);
- от кадетов — М. М. Федоров, князь Г. Н. Трубецкой, А. С. Белецкий, миллионер Н. Е. Парамонов, В. А. Степанов, П. Б. Струве и П. Н. Милюков;
- от Войскового правительства — председатель правительства генерал М. П. Богаевский, социалист П. Н. Агеев;
- от эсеров — С. Мазуренко и К. М. Вендзягольский, Б. В. Савинков .

В основу деятельности Донского гражданского совета была положена «Политическая программа Корнилова Архивная копия от 21 февраля 2022 на Wayback Machine» (так называемая конституция Корнилова), в разработке которой принял участие Милюков. В ней провозглашались общедемократические свободы и уничтожение классовых привилегий, восстановление «свободы промышленности и торговли», «право собственности», денационализация банков, формирование «русской армии» на добровольческих началах, введение всеобщего начального образования, созыв Учредительного собрания, решение аграрного вопроса, сохранение за рабочими «политико-экономических завоеваний» периода Февральской революции, но упразднение рабочего контроля и запрещение социализации предприятий, признание за отдельными народностями России прав «на широкую местную автономию», поддержка стремлений к государственному возрождению Польши, Украины, Финляндии, дальнейшее участие вместе с союзниками в Первой мировой войне.
Представители Донского гражданского совета были направлены для установления контактов в Нижний Новгород, Казань, Самару, Царицын, Астрахань, Минеральные Воды, города Сибири и Дальнего Востока. 
В конце января 1918 года большая часть членов Донского гражданского совета переехала (вместе со штабом Добровольческой армии) в Ростов. С разгромом в феврале 1918 года войск Каледина Донской гражданский совет прекратил существование.